# Play Yard Blues
Play Yard Blues è il settimo album in studio da solista del musicista norvegese John Norum, pubblicato nel 2010.

## Tracce
1. Let it Shine (Norum, Torberg) – 4:55
2. Red Light Green High (Norum, Torberg) – 4:12
3. It's Only Money (Lynott) – 2:54
4. Got My Eyes on You (Norum, Sundin) – 3:14
5. When Darkness Falls (Norum, Torberg, Stappe) – 4:01
6. Over and Done (Norum, Stappe) – 3:51
7. Ditch Queen (Marino) – 5:41
8. Travellin' in the Dark (Pappalardi, Collins) – 4:11
9. Born Again (Norum, Sundin) – 4:13
10. Play Yard Blues (Norum) – 4:08

## Formazione

### Gruppo
- John Norum - chitarre, voce
- Tomas Torberg - basso
- Thomas Broman - batteria
- Peer Stappe - percussioni

### Altri musicisti
- Leif Sundin - voce in Got My Eyes on You e Born Again
- Mic Michaeli - tastiere